# Mariene ecoregio Zuidelijke Sandwicheilanden
De Mariene ecoregio Zuidelijke Sandwicheilanden (219) (Engels: South Sandwich Islands marine ecoregion) is een biogeografische regio en ligt in de overgang van de Zuid-Atlantische Oceaan naar de Zuidelijke Oceaan in de Mariene provincie Scotiazee (60) in het Marien rijk Zuidelijke Oceaan. De mariene ecoregio is vastgesteld door het World Wide Fund for Nature en The Nature Conservancy en is vernoemd naar de Zuidelijke Sandwicheilanden.
Het gebied grenst niet aan andere mariene ecoregio's.

## Geografie
De mariene ecoregio ligt in de overgang van de Zuid-Atlantische Oceaan naar de Zuidelijke Oceaan rond de Zuidelijke Sandwicheilanden, onderdeel van de Zuid-Georgia en de Zuidelijke Sandwicheilanden (Verenigd Koninkrijk). Het gebied ligt aan de oostrand van de Scotiazee en strekt zich uit van de wateren rond het Zavodovski-eiland in het noorden tot aan de eilanden Thule Island en Cookeiland van de eilandengroep Southern Thule in het zuiden.
Door het gebied stroomt de westenwinddrift.

## Biogeografie
Het gebied kent zeeleven dat houdt van arctische temperaturen.